# 도설지왕
도설지왕(道設智王, 생몰년 미상)은 대가야의 마지막 국왕이다. 월광태자랑 동일인물이라는 견해가 존재한다.

## 생애
삼국사기에서 대가야국이 시조 이진아시왕(伊珍阿豉王)부터 도설지왕에 이르기까지 모두 16대 520년 동안 이어졌던 곳이며, 신라 진흥왕이 이를 공격하여 멸망시켰다 
단양 적성비와 창녕 척경비에는 도설지(都設智)라는 신라 장군이 나온다. 이는 같은 인물로 보는 견해가 있으며, 550년 친(親)백제 정책을 펴는 대가야를 떠나 신라로 망명하여 신라의 장군으로 생활하였다. 그러다가 대가야 멸망 직전, 대가야 사람들의 민심을 수습하기 위한 신라의 계획에 따라 잠시 왕이 되었다 한다.
553년에 신라가 백제를 공격해 한강 하류 지역을 차지하자 554년 7월 백제가 왜군과 가야 연합군을 결성해 태자 부여창으로 하여금 신라를 공격하게 하였는데 관산성(管山城)이 함락되고 백제 성왕(聖王)이 사로 잡혀 전쟁에 패전하면서 가야는 타격을 입게 되었다.
562년(진흥왕 23) 사다함(斯多含)이 거느린 5,000의 기병을 선봉으로 한 정벌군총사령관 이사부(異斯夫)의 대군에 항복하였다. 이로써 520년을 지속해온 대가야는 멸망하고 말았다.